# CSS (gruppo musicale)
Le CSS, acronimo di Cansei de Ser Sexy (in portoghese "Stanca di essere sexy"), sono un gruppo musicale brasiliano di San Paolo. Il loro nome proviene da un'intervista di Beyoncé in cui la cantante si è dichiarata «stanca di essere sexy»; le componenti della band hanno trovato la cosa bizzarra e paradossale e, tradotta in portoghese, hanno scelto la frase come nome per il gruppo.
Come già in passato gli Arctic Monkeys, anche le CSS sono diventate famose grazie ad Internet tramite l'uso del portale MySpace. La band unisce influenze electro ed indie rock con altre tipologie di arte, come design, cinema e moda; cantano in inglese ed in portoghese.
Attualmente sono sotto contratto con la Sub Pop, etichetta indipendente di Seattle.

## Formazione

### Formazione attuale
- Lovefoxxx - voce
- Luiza Sá - chitarra, batteria, tastiere
- Ana Rezende - chitarra, armonica a bocca
- Carolina Parra - chitarra, batteria

### Ex componenti
- Maria Helena Zerba - tastiere
- Clara Ribeiro - voce
- Iracema Trevisan - basso
- Adriano Cintra - basso

## Discografia

### Album
- 2005 - Cansei de Ser Sexy (Trauma records, versione brasiliana)
- 2006 - Cansei de Ser Sexy (Sub Pop records, versione internazionale)
- 2008 - Donkey (Sub Pop/Warner)
- 2011 - La Liberaciòn (V2 Records)
- 2013 - Planta

### EP
- 2004 - Em Rotterdam Já É uma Febre (Independent)
- 2004 - A Onda Mortal / Uma Tarde com PJ (Independent)
- 2005 - CSS SUXXX (Trama)
- 2008 - iTunes Live: London Festival '08 - CSS (Sub Pop)

### Singoli
- 2003 - Ódio Ódio Ódio, Sorry C.
- 2004 - Meeting Paris Hilton
- 2005 - Off the Hook
- 2005 - Alala
- 2006 - Let's Make Love and Listen to Death from Above
- 2006 - Alala(ristampa in versione internazionale)
- 2007 - Off the Hook (ristampa in versione internazionale)
- 2007 - Alcohol
- 2007 - Music Is My Hot, Hot Sex
- 2008 - Rat Is Dead (Rage)
- 2008 - Left Behind
- 2008 - Move
- 2011 - Hits me like a rock
- 2011 - City Grrrl
- 2013 - Hangover
- 2013 - Into the Sun